# Kassow
Kassow – gmina w Niemczech,  w kraju związkowym Meklemburgia-Pomorze Przednie, w powiecie Rostock, wchodząca w skład urzędu Schwaan.

## Toponimia
Nazwa pochodzenia słowiańskiego, odosobowa, pierwotna połabska forma *Kašov- znaczy tyle co „gród Kaša”.